# Hoplolabis serenicola
Hoplolabis serenicola är en tvåvingeart som först beskrevs av Alexander 1940.  Hoplolabis serenicola ingår i släktet Hoplolabis och familjen småharkrankar.
Artens utbredningsområde är Nordkorea. Inga underarter finns listade i Catalogue of Life.